# Fujiwara no Akisue
Fujiwara no Akisue (藤原顕季?   1055-27 de septiembre de 1123) fue un noble y poeta japonés que vivió a finales de la era Heian, fue hijo de Fujiwara no Takashi-kei y miembro del clan aristocrático Fujiwara.
Akisue era cercano al Emperador Shirakawa, ya que su madre era la enfermera del Emperador, y a través de la influencia de Fujiwara no Miki, su padre adoptivo, fue Dainagon ante el Emperador. Desde 1075 ocupó cargos públicos locales y en 1109 fue nombrado como Dazai Daini (secretario del oficial administrativo en algunas provincias). Akisue fue padre de Fujiwara no Akisuke.

## Poesía
En 1078 escribió la poesía Shōreki Ninen Dairi Utaawase (承暦二年内裏歌合?), posteriormente en 1093 publicó Horikawa Hyaku Shu (堀河百首?), Yū Yoshi Mon In Ne Gō (郁芳門院根合?), Horikawa In Tsuya Sho Gou (堀河院艶書合?) y (Toba Dono Hokumen Utaawase (鳥羽殿北面歌合?), obras que le dieron buena reputación como poeta.
La casa más conocida de Akisue se encontraba en Kioto, entre las calles Rokujō y Karasuma, en donde sus estudiantes se reunían y crearon una escuela poética llamada Rokujō, de igual modo sus descendientes formaron un clan que se conocería como clan Rokujō. Su estilo de poesía era muy conservador y en ella se formaron los poetas más conservadores de la época como Fujiwara no Akisuke, Fujiwara no Kiyosuke, Fujiwara no Motosuke y Fujiwara no Ariie.
Akisue fue un estudioso del Man'yōshū y trabajó para recuperar y popularizar la poesía de Kakinomoto no Hitomaro.